# Унс Джабір
Унс Джабір (араб. أُنْس جابر) (28 серпня 1994 , Ксар-Хелляль, Туніс ) — туніська тенісистка, переможниця Відкритого чемпіонату Франції 2011 року серед дівчат, дворазова чемпіонка Всеафриканських ігор, чемпіонка Панарабських ігор.
У віці трьох років Жабер зіграла в теніс. На Відкритому чемпіонаті Франції у 2010 та 2011 роках вона вийшла у два фінали серед дівчат-юніорів, вигравши один із них. Унс — перший арабський гравець, хто виграв титул юніорського турніру Великого шолома в одиночному розряді після того, як Ісмаїл Ель-Шафей виграв титул Вімблдону серед хлопчиків 1964 року.
З 2017 року Джабір стала регулярніше брати участь у турі WTA. 2019 року вона виграла нагороду «Арабська жінка року». На Australian Open 2020 року Джабір стала першою арабкою, яка досягла чвертьфіналу.
Джабір виборола свій перший титул WTA на Birmingham Classic 2021, ставши першою арабкою, яка отримала титул WTA Tour. Вона виграла свій найбільший титул на Відкритому чемпіонаті Мадрида 2022 року, у турнірі WTA 1000, ставши першим африканським гравцем, який виграв титул такого рівня.
У липні 2022 року Онс Джабір вперше у професіональній кар'єрі пробилася до фіналу турніру Великого шолома, обігравши німкеню Татьяну Марію у півфіналі Вімблдона.

## Фінали турнірів Великого шлема
| Результат | Рік  | Турнір    | Поверхня | Супротивниця        | Рахунок       |
| --------- | ---- | --------- | -------- | ------------------- | ------------- |
| Поразка   | 2022 | Wimbledon | Трава    | Олена Рибакіна      | 6–3, 2–6, 2–6 |
| Поразка   | 2022 | US Open   | Хард     | Іга Свьонтек        | 2–6, 6–7(5–7) |
| Поразка   | 2023 | Wimbledon | Трава    | Маркета Вондроушова | 4–6, 4–6      |

## Фінали турнірів WTA

### Одиночний розряд: 1 фінал
| Результат | В–П | Дата     | Турнір             | Категорія | Поверхня      | Супротивниця    | Рахунок            |
| --------- | --- | -------- | ------------------ | --------- | ------------- | --------------- | ------------------ |
| Поразка   | 0–1 | Жов 2018 | Kremlin Cup, Росія | Поверхня  | Хард (в залі) | Дарія Касаткіна | 6–2, 6–7(3–7), 4–6 |

## Історія виступів у фіналах турнірів Великого шолома
| Турнір                 | 2012 | 2013 | 2014 | 2015 | 2016 | 2017 | 2018 | 2019 | 2020 | Усп        | В–П        | %          |
| ---------------------- | ---- | ---- | ---- | ---- | ---- | ---- | ---- | ---- | ---- | ---------- | ---------- | ---------- |
| Australian Open        | A    | A    | A    | 1к   | A    | Q3   | 1к   | 1к   | ЧФ   | 0 / 4      | 4–4        | 50%        |
| French Open            | Q2   | A    | Q1   | Q2   | A    | 3к   | Q2   | 1к   |      | 0 / 2      | 2–2        | 50%        |
| Wimbledon              | A    | Q1   | Q3   | A    | Q1   | 1к   | 2к   | 1к   | NH   | 0 / 3      | 1–3        | 25%        |
| US Open                | A    | Q1   | 1к   | Q1   | Q1   | 2к   | 1к   | 3к   |      | 0 / 4      | 3–4        | 43%        |
| Ви–Пр                  | 0–0  | 0–0  | 0–1  | 0–1  | 0–0  | 3–3  | 1–3  | 2–4  | 4–1  | 0 / 13     | 10–13      | 43%        |
| Статистика кар'єри     |      |      |      |      |      |      |      |      |      |            |            |            |
| Рейтинг на кінець року | 264  | 139  | 146  | 210  | 193  | 88   | 62   | 77   |      | $2,121,436 | $2,121,436 | $2,121,436 |

## Юніорські фінали турнірів Великого шолома

### Одиночний розряд серед дівчат: 2 (1 титул)
| Результат | Рік  | Турнір      | Поверхня | Супротивниця    | Рахунок        |
| --------- | ---- | ----------- | -------- | --------------- | -------------- |
| Поразка   | 2010 | French Open | Ґрунт    | Еліна Світоліна | 2–6, 5–7       |
| Перемога  | 2011 | French Open | Ґрунт    | Моніка Пуїг     | 7–6(10–8), 6–1 |